# Julia Navarro
Julia Navarro (Madrid, 8 ottobre 1953) è una scrittrice, saggista e giornalista spagnola.

## Biografia
Saggista e giornalista, ha pubblicato in Spagna numerosi saggi politici: 1982-1996, Felipe Y Aznar; Nosostros, la transición; La izquierda que viene; Señora presidenta; El nuevo socialismo: La visión de José Luis Rodríguez Zapatero.
La Navarro è nota in Italia per i suoi romanzi (pubblicati da Arnoldo Mondadori Editore): La fratellanza della Sacra Sindone (2005), La Bibbia d'argilla (2006), Il sangue degli innocenti (2007),  Dimmi chi sono (2011) e Spara, Sono Già Morto (2014).

## Opere
- 1982-1996
- Felipe Y Aznar
- Nosostros, la transición
- La izquierda que viene
- Señora presidenta
- El nuevo socialismo: La visión de José Luis Rodríguez Zapatero
- La fratellanza della Sacra Sindone (La Hermandad de la Sábana Santa)
- La Bibbia d'argilla (La Biblia de barro)
- Il sangue degli innocenti (La sangre de los inocentes)
- Dimmi chi sono (Dime quién soy)
- Spara, sono già morto (Dispara, yo ya estoy muerto)
- De ninguna parte